# Negra Li
Liliane de Carvalho (São Paulo, 17 de setembro de 1979), mais conhecida como Negra Li, é uma cantora, rapper, compositora e atriz brasileira. Formada em música pelo coral da Universidade de São Paulo (USP), é considerada a principal rapper feminina do Brasil.

## Biografia
Nascida no bairro da Brasilândia, zona norte de São Paulo,  Negra Li começou a se interessar pela música ainda na infância. Nessa época, cantava hinos da igreja evangélica Congregação Cristã no Brasil. Quando adolescente, imitava Whitney Houston, foi a partir desse momento que passou a ouvir mais a black music. Aos 16 anos, interessou-se pelo rap. Filha de uma funcionária pública e de um dono de bar, deixou de morar com a mãe na Vila Brasilândia e mudou-se para seguir a carreira como cantora. Pretendia ser uma modelo. Negra Li agradece à mãe, professora do município de São Paulo, que lhe deu a oportunidade de ter um boa formação escolar, assim justifica seu sucesso.

## Carreira
Negra Li iniciou sua carreira musical com o grupo de rap RZO, permanecendo com eles entre 1996 e 2004.

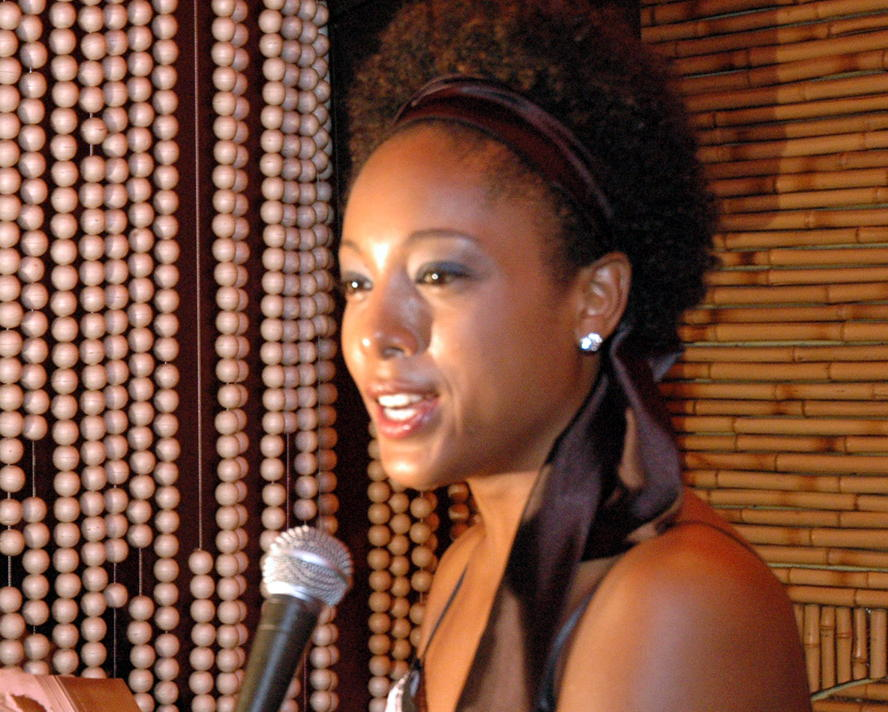
Negra Li em 2008 duramente o Lançamento da revista "Luxe".

Em 2005 lançou seu primeiro álbum solo em parceria com o rapper Helião. Em 2006, estrelou o filme de Tata Amaral, Antônia, que, no ano seguinte, virou um seriado homônimo na TV Globo. Em 2009 participou do longa 400 contra 1, a História do Comando Vermelho, do diretor Caco Souza e em 2014 protagonizou o musical Jesus Christ Superstar na pele de Maria Madalena, ao lado de Igor Rickli e Beto Sargentelli. Negra Li passou por uma metamorfose vocal e estética à medida em que firmou parcerias e conquistou mais espaço no território musical. Gravou com Caetano Veloso, Akon, Dina Di, Nando Reis, Charlie Brown Jr., ("Não é Sério") Belo, Martinho da Vila, Gabriel o Pensador, Pitty, Jeito Moleque, Walter Alfaiate, Skank ("Ainda Gosto Dela"), D'Black, Sérgio Britto, NX Zero, Mano Brown, Sabotage, Marcelo D2, Projota, entre outros. Em junho de 2012 chegou às lojas a nova incursão musical da paulistana Negra Li, intitulado “Tudo de Novo”. Lançado pela Universal Music, o álbum é o segundo trabalho solo da cantora, desta vez apostando num repertório claramente direcionado à soul music, com fortes referências ao universo de Hyldon, Tim Maia, Diana Ross e Aretha Franklin. 
O disco possui momentos de diva black dançante da Motown com marcação ritmada e arranjos de cordas contagiantes, como na faixa de abertura, “Tudo de Novo”, “Não Vá” e “Hoje eu só quero ser Feliz”, com letra e arranjo de metais que leva o ouvinte de volta ao suingue de meados dos anos 80. A cantora assina uma das canções, a suingada “Volta pra Casa”, em parceria com Khristiano Oliveira, uma das músicas mais interessantes do disco, com baixo e bateria inspirados no reggae e uma melodia vocal R&B norte-americano. A cantora é casada com o músico Carlos Crésio Júnior, o Junior Dread, com quem tem uma filha chamada Sofia. Em 2009 participou do vídeo do Dia de Fazer a Diferença da Rede Record em parceria com o Instituto Ressoar. Grandes nomes da MPB fizeram a diferença: Elza Soares, Jair Rodrigues,, Leci Brandão, Pepeu Gomes, Amanda Acosta, Fat Family, Rodrigo Faro, Wanessa Camargo, Paula Lima, Luciana Mello, Pedro & Thiago, Léo Maia, Sergio Reis, Dudu Braga e Wilson Simoninha.
Em 2023, grava a música "Vai Dar Certo" para ser trilha sonora de abertura telenovela da Rede Globo Vai na Fé. Foi uma das atrações musicais da cerimônia de entrega do Prêmio Sim à Igualdade Racial 2023, ao lado de BK', MC Soffia, Linn da Quebrada, Kaê Guajajara e Liniker.

## Vida pessoal
Foi casada de 2008 até 2019 com o músico Carlos Crésio Júnior, conhecido como Júnior Dread. Juntos, o casal teve dois filhos: Sofia, nascida em 25 de agosto de 2009, e Noah Malik, nascido em 25 de julho de 2017. Seus dois filhos nasceram de cesariana, em São Paulo.

## Discografia
- Guerreiro, Guerreira (2005)
- Negra Livre (2006)
- Tudo de Novo (2012)
- Raízes (2018)
- O Silêncio que Grita (2025)

## Filmografia

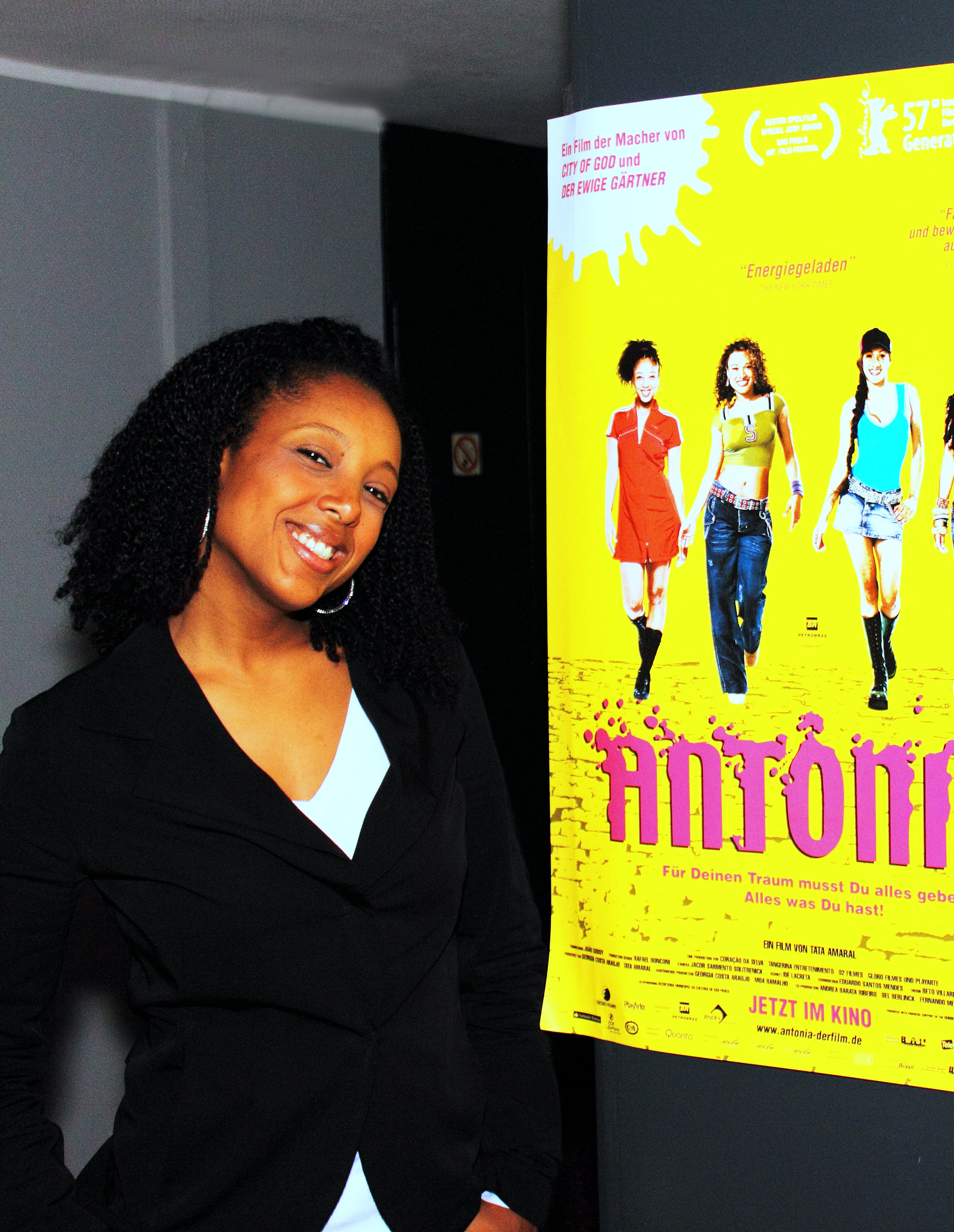
Li divulgando o filme Antônia em Colônia na Alemanha.

### Televisão
| Ano     | Título                   | Personagem             | Notas                 |
| ------- | ------------------------ | ---------------------- | --------------------- |
| 2006–07 | Antônia                  | Preta Maria dos Santos |                       |
| 2012    | Astros                   | Ela mesma              | Jurada Especial       |
| 2014    | Chiquititas              | Ela mesma              | Participação Especial |
| 2015    | Mulheres que Brilham     | Ela mesma              | Jurada                |
| 2015    | Dança dos Famosos        | Participante           | Temporada 12          |
| 2018    | Z4                       | Fátima Almeida         |                       |
| 2020    | O Dono do Lar            | Cleide                 | Episódio: "Ex-Mulher" |
| 2020    | Dança dos Famosos        | Jurada                 | Temporada 17          |
| 2022    | The Masked Singer Brasil | Participante (Pavão)   | Temporada 2           |
| 2023    | Vai na Fé                | Ela mesma              | Participação Especial |
| 2024    | Nova Cena                | Ela mesma              | Jurada Especial       |

### Cinema
| Ano  | Título                                          | Personagem             | Notas          |
| ---- | ----------------------------------------------- | ---------------------- | -------------- |
| 2007 | Antônia                                         | Preta Maria dos Santos |                |
| 2007 | Dicionário de Emília                            | Preta Maria dos Santos | Curta-metragem |
| 2010 | 400 contra 1 - Uma História do Crime Organizado | Geni                   |                |
| 2019 | Servidão                                        | Ela Mesma              | Documentário   |
| 2022 | O Segundo Homem                                 | Joana                  |                |
| 2023 | No Ritmo da Fé                                  | Graça                  | Netflix        |
| 2023 | TPM! Meu Amor                                   | Ela mesma              |                |
| 2023 | União Instável                                  | Tatiana (Tati)         | Netflix        |

## Prêmios e indicações
| Ano  | Prêmio                                | Indicação                              | Trabalho                  | Resultado |
| ---- | ------------------------------------- | -------------------------------------- | ------------------------- | --------- |
| 2002 | Prêmio Hutúz                          | Grupo ou Artista Solo Feminino         | Negra Li                  | Indicada  |
| 2003 | Prêmio Hutúz                          | Grupo ou Artista Solo Feminino         | RZO                       | Venceu    |
| 2003 | Prêmio Hutúz                          | Melhor Álbum do Ano                    | Evolução é uma Coisa      | Indicada  |
| 2004 | Prêmio Hutúz                          | Videoclipe                             | "Guerreiro, Guerreira"    | Indicada  |
| 2005 | Video Music Brasil                    | Melhor Videoclipe de Rap               | "Exército do Rap"         | Venceu    |
| 2005 | Prêmio Hutúz                          | Música do Ano                          | "Exército do Rap"         | Indicada  |
| 2005 | Prêmio Hutúz                          | Melhor Videoclipe                      | "Exército do Rap"         | Indicada  |
| 2005 | Prêmio Hutúz                          | Álbum do Ano                           | Guerreiro, Guerreira      | Indicada  |
| 2005 | Prêmio Hutúz                          | Melhor Grupo ou Artista Solo           | Helião e Negra Li         | Venceu    |
| 2005 | Troféu Raça Negra                     | Rapper                                 | Helião e Negra Li         | Venceu    |
| 2006 | Prêmio Jovem Brasileiro               | Melhor Cantora de Hip Hop              | Negra Li                  | Venceu    |
| 2006 | Video Music Brasil                    | Melhor Videoclipe de MPB               | "Você Vai Estar Na Minha" | Indicada  |
| 2007 | Prêmio Extra de Televisão             | Melhor Tema de Novela                  | "Você Vai Estar Na Minha" | Indicada  |
| 2007 | Prêmio Multishow de Música Brasileira | Melhor Música                          | "Você Vai Estar Na Minha" | Indicada  |
| 2007 | Prêmio Multishow de Música Brasileira | Melhor Clipe                           | "Você Vai Estar Na Minha" | Indicada  |
| 2007 | Prêmio Multishow de Música Brasileira | Melhor Cantora                         | Negra Li                  | Indicada  |
| 2007 | Prêmio Qualidade Brasil - SP          | Melhor Atriz Revelação Teledramaturgia | Antônia                   | Indicada  |
| 2008 | Prêmio Guarani de Cinema Brasileiro   | Revelação                              | Antônia                   | Indicada  |
| 2009 | Prêmio Hutúz                          | Melhor Artista Solo Feminino da Década | Negra Li                  | Venceu    |
| 2009 | Meus Prêmios Nick                     | Musica do Ano                          | "Ainda Gosto Dela"        | Indicada  |
| 2014 | Prêmio Arte Qualidade Brasil          | Melhor Atriz Teatral Musical           | Jesus Cristo Superstar    | Indicada  |
| 2022 | Prêmio Potências                      | Videoclipe do Ano                      | "Era uma Vez Liliane"     | Indicada  |
| 2022 | WME Awards                            | Melhor Videoclipe                      | "Era uma Vez Liliane"     | Indicada  |